# Kocktorpssjön
Kocktorpssjön är en sjö i  kommundelen Boo i Nacka kommun i Uppland och ingår i Norrström-Tyresåns kustområde.